# 尉缭
尉缭（？—？），姓氏不知，名缭，戰國時代魏国大梁人，后入秦成为秦国国尉，因而被称为尉缭，为秦始皇统一六国立下汗马功劳，楊寬《戰國史》中，考証頓弱即是尉繚的另一個名字。
秦王政十年（公元前237年），嬴政見尉繚後，替尉缭準備與自己相同規格的衣服和膳食。尉缭認為秦王政的面相剛烈，有求於人時可以虛心誠懇，一旦被冒犯時卻會變得極其殘暴，對敵人也毫不手軟。尉缭認為這樣的秦王政欠缺照顧天下百姓的仁德之心，不能長久來往。多次嘗試逃離秦王政為他安排的住處，但每次秦王政都派人把他追回來。嬴政甚至讓尉繚當秦國的最高軍事長官，卻讓李斯來辦他所陳之事。